# Try Again (Aaliyah)
Try Again is een single van de Amerikaanse zangeres Aaliyah. De single werd uitgebracht op 29 februari 2000 en kwam in maart dat jaar binnen in de Billboard Hot 100.
"Try Again" werd genomineerd voor een Grammy Award voor beste vrouwelijke r&b-act. De single ontving ook twee nominaties voor de Soul Train awards en verder won Aaliyah twee MTV-awards. De single is afkomstig van de soundtrack voor de film Romeo Must Die waar Aaliyah ook in speelde.

## Charts
In maart 2000 kwam de single binnen in de Billboard Hot 100 in de Verenigde Staten. In deze lijst bleef "Try Again" 32 weken staan, terwijl de eerste plaats voor één week werd bereikt op 17 juni.
In Engeland kwam de single binnen op de vijfde plaats in juli 2000. De vijfde plaats bleef ook de hoogste notering, terwijl de single in totaal twaalf weken in de lijst stond.
Ook in de Nederlandse Top 40 had "Try Again" succes. In totaal stond het nummer veertien weken in de lijst met als hoogste de derde plaats.

## Tracklist
1. "Try Again" featuring Timbaland – 4:04
2. "Try Again" (Timbaland Remix) – 4:59
3. "Try Again" (D'Jam Hassan Remix) – 5:28
4. "Try Again" (Instrumentaal) – 4:43